# Twerton
Twerton är en stadsdel i Bath, i distriktet Bath and North East Somerset, i grevskapet Somerset, i England. Stadsdelen hade 6 891 invånare år 2021. Twerton var en civil parish fram till 1911 när blev den en del av Bath. Civil parish hade 13 114 invånare år 1911. Byn nämndes i Domedagsboken (Domesday Book) år 1086, och kallades då Twerton.